# Carse Point
Carse Point är en udde i Antarktis. Den ligger i Västantarktis. Argentina, Chile och Storbritannien gör anspråk på området.
Terrängen inåt land är platt åt sydväst, men åt nordost är den kuperad. Trakten är obefolkad. Det finns inga samhällen i närheten.
I omgivningarna runt Carse Point växer i huvudsak barrskog. Trakten runt Carse Point är nära nog obefolkad, med mindre än två invånare per kvadratkilometer.